# Heliangelus
Heliangelus es un género de aves apodiformes perteneciente a la familia Trochilidae que agrupa a especies nativas de América del Sur, cuyas áreas de distribución a lo largo de la cordillera de los Andes, se encuentran entre el norte de Colombia y oeste de Venezuela, y el centro de Bolivia. A sus miembros se les conoce por el nombre común de colibríes y también ángeles, solángeles o ángeles del sol.

## Etimología
El nombre genérico masculino «Heliangelus» se compone de las palabras del griego «hēlios» que significa ‘sol’, y «angelos» que significa ‘ángel’.

## Características
Los colibríes de este género miden entre 9 y 12 cm de longitud, de pico corto, fino, recto y negro. Los machos exhiben un babero resplandeciente (excepto H. regalis, el macho totalmente azul oscuro brillante), bordeado por un collar pectoral blanco o ante en la mayoría de las especies. La cola puede ser apenas o muy furcada, verde por arriba (las rectrices centrales) y negruzcas o azul negruzcas por abajo (las rectrices externas). Presentan dimorfismo sexual, las hembras carecen del babero resplandeciente. Habitan en selvas cordilleranas, sus bordes y claros.

## Taxonomía
Las especies H. clarisse y H. spencei fueron alternativamente tratadas como especies plenas o como subespecies de H. amethysticollis. Actualmente la mayoría de las clasificaciones las consideran como especies separadas, con base en las diferencias morfológicas y también vocales; con excepción del Comité de Clasificación de Sudamérica (SACC) que aguarda una proposición al respecto.
El taxón Heliangelus zusii Graves, 1993, el colibrí de Bogotá, conocido apenas por el holotipo, es tratado como especie válida por el SACC. Sin embargo los análisis más recientes indican tratarse de un híbrido entre Aglaiocercus kingii y otro troquílino indeterminado; el SACC aguarda una proposición al respecto.

## Lista de especies
Según las clasificaciones del Congreso Ornitológico Internacional (IOC) y Clements Checklist, el género agrupa a las siguientes especies con el respectivo nombre popular de acuerdo con la Sociedad Española de Ornitología (SEO):
| Imagen | Nombre científico           | Autor                                 | Nombre común          | Estado de conservación | Distribución |
| ------ | --------------------------- | ------------------------------------- | --------------------- | ---------------------- | ------------ |
|        | Heliangelus mavors          | Gould, 1848                           | colibrí de Marte      | LC                     |              |
|        | Heliangelus clarisse        | (Longuemare), 1841                    | colibrí de Clarissa   | LC                     |              |
|        | Heliangelus spencei         | (Bourcier), 1847                      | colibrí de Mérida     | LC                     |              |
|        | Heliangelus amethysticollis | (d'Orbigny & Lafresnaye), 1838        | colibrí gorgiamatista | LC                     |              |
|        | Heliangelus strophianus     | (Gould), 1846                         | colibrí pectoral      | LC                     |              |
|        | Heliangelus exortis         | (Fraser), 1840                        | colibrí turmalina     | LC                     |              |
|        | Heliangelus micraster       | Gould, 1872                           | colibrí lucero        | LC                     |              |
|        | Heliangelus viola           | (Gould), 1853                         | colibrí violeta       | LC                     |              |
|        | Heliangelus regalis         | Fitzpatrick, Willard & Terborgh, 1979 | colibrí real          | NT                     |              |